# 欧佩莱卡 (阿拉巴马州)
歐佩莱卡（英語：Opelika），是美國阿拉巴馬州李郡內的一座城市及县治。面積約為59.59平方英里（約合154.33平方公里）。根據2010年美國人口普查，該市有人口26,477人，人口密度為444.33/平方英里（約合171.56/平方公里）。

## 地理
歐佩萊卡位於阿拉巴馬州李郡的中北方，西臨奧本。